# Zhong Tianshi
Zhong Tianshi, född den 2 februari 1991 i Shanghai, är en kinesisk tävlingscyklist.
Hon tog OS-guld i lagsprint i samband med de olympiska tävlingarna i cykelsport 2016 i Rio de Janeiro. Vid olympiska sommarspelen 2020 i Tokyo tog Tianshi guld tillsammans med Bao Shanju i damernas lagsprint. I den första omgången i tävlingen slog Tianshi och Shanju världsrekordet med en tid på 31,804 sekunder.